# Cities: Skylines II
Cities: Skylines II — компьютерная игра в жанре градостроительного симулятора, разработанная студией Colossal Order и изданная Paradox Interactive. Релиз игры для Windows состоялся 24 октября 2023 года, а выход на PlayStation 5 и Xbox Series X/S отложен на неопределённый срок. Является продолжением Cities: Skylines 2015 года.

## Игровой процесс
Разработчики сообщили, что у игроков будут широкие возможности по развитию города, назвав Cities: Skylines II «самым реалистичным градостроительным симулятором на абсолютно новом уровне». Базовая версия игры поддерживает 441 фрагмент карты города (517 фрагментов с использованием модификаций) по сравнению с 81 фрагментом из первой части. Игрокам в Cities: Skylines II предстоит столкнуться с разными вызовами, среди которых есть град, нашествие крыс, лесные пожары и торнадо. В предыдущей версии игры количество жителей было ограничено примерно 65 000 человек. Однако в Cities: Skylines II это число может быть неограниченным, и всё зависит только от характеристик компьютера или консоли игрока. Будучи представителем жанра песочница, Cities: Skylines II не имеет выраженных линейности и конечной цели, игрок строит и развивает город без временных ограничений.
Cities: Skylines II значительно развивает механику оригинала, добавляя более детализированные транспортные и экономические системы, расширенные возможности строительства и настройки в американском и европейском стилях.
Игрокам доступен более гибкий контроль над зонами, включая новые типы, такие как жильё для малоимущих и смешанные зоны.
Появились новые службы, такие как телекоммуникации и социальное обеспечение. Здания служб теперь можно улучшать, добавляя пристройки.

## Разработка
Cities: Skylines II была анонсирована 6 марта 2023 года в рамках Paradox Announcement Show 2023. В июне 2023 года разработчики показали геймплейный трейлер и объявили дату выхода игры — 24 октября 2023 года. По словам студии Colossal Order, изначально релиз игры был запланирован на конец 2020 года, однако из-за различных проблем в процессе разработки он был отложен.
Cities: Skylines II использует движок Unity, как и первая часть. В отличие от первой части, изначально Cities: Skylines II планировалась к одновременному выходу на ПК и консолях, однако 28 сентября 2023 года компания Paradox Interactive заявила, что консольные версии не выйдут, как планировалось, 24 октября, и их релиз перенесён на весну 2024 года. Также было объявлено о закрытии предзаказов на консольные версии и возврате средств всем оформившим предзаказ.
Студия Colossal Order пояснила, что релиз откладывается для улучшения качества геймплея на консолях и оптимизации игры как для консолей, так и для Windows. Одновременно с этим также было объявлено об увеличении минимальных системных требований для компьютерной версии.

### Модификации
В октябре 2023 года студия Colossal Order также заявила, что, как первая часть, Cities: Skylines II будет поддерживать пользовательские модификации, но они будут доступны только через библиотеку Paradox Mods, а не через Steam Workshop, использовавшийся в первой части. Студией в сотрудничестве с игроками было выпущено 8 бесплатных наборов, включающих здания разных стран.

### Дополнения
По состоянию на апрель 2025 года для Cities: Skylines II выпущено тринадцать дополнений (DLC). Дополнение Beach Properties подверглось значительной критике, в результате чего было выпущено бесплатно и включено в основную игру.

## Восприятие
| Русскоязычные издания | Русскоязычные издания |
| Издание               | Оценка                |
| --------------------- | --------------------- |
| StopGame.ru           | «Проходняк»           |

### Отзывы критиков
Согласно агрегатору Metacritic, Cities: Skylines II получила «смешанные или средние» отзывы критиков. Игра была номинирована в категории «Лучший симулятор или стратегия» на The Game Awards 2023.
Лина Хейфер из IGN отметила, что, несмотря на наличие интересных новых механик, игре необходим дополнительный контент после релиза, заявив: «ощущается, как будто играешь в бету или в очень раннюю версию раннего доступа».
В апреле 2024 года издание Rock, Paper, Shotgun отметило, что производительность улучшилась до приемлемого уровня, но ещё требует доработки. Несмотря на проблемы с подёргиваниями, их тесты показали двукратный прирост частоты кадров в некоторых случаях.
Обозреватель «Игромании» отметил, что Cities: Skylines II предлагает глубокий и увлекательный геймплей с улучшенным искусственным интеллектом и визуальной составляющей. Однако он подчеркнул, что игра страдает от проблем с производительностью, багов и нехватки контента, что делает её менее привлекательной на старте. Рецензент рекомендовал подождать обновлений, прежде начинать играть.

### Технические проблемы
На момент выхода в октябре 2023 года у игры оказались серьёзные проблемы с производительностью — она «тормозила» даже на мощных компьютерах верхнего ценового сегмента. Разработчики знали о проблемах; для игры были объявлены необычно высокие рекомендуемые системные требования — процессор Intel i5-12600K или AMD Ryzen 7 5800X, 16 гигабайт оперативной памяти, видеокарта RTX 3080 или RX 6800XT также с 16 гигабайтами памяти — и заявлено, что игра оптимизирована с расчётом на кадровую частоту 30 кадров в секунду вместо стандартных для ПК-игр 60 кадров в секунду. Colossal Order также пришлось опровергать слухи об «отрисовке зубов» — якобы на производительность игры влияет необходимость рендеринга моделей людей со множеством мелких деталей, даже с зубами во рту, и в игре не был должным образом реализован принцип уровней детализации, так что Skylines II будто бы отрисовывает те же самые детализированные модели «с зубами» даже на отдалении от камеры. Студии пришлось выпустить заявление «нет, зубы персонажей не влияют на производительность сколько-нибудь значимым образом».
Обозреватель PC Gamer Кристофер Ливингстон в рецензии на игру перечислял проблемы: случайные падения частоты кадров, подтормаживания и заминки, а иногда и полные зависания игры на несколько секунд, а также визуальные проблемы, например, раздражающее мерцание теней на некоторых зданиях. Рецензент Polygon Кэмерон Канзелман жаловался, что его достаточно мощный компьютер каждый раз гудит вентиляторами так, «словно готов улететь в космос».